# هاکوب سیمیدیان
هاکوب سیمیدیان (ارمنی: Հակոբ Սիմիդյան؛ زادهٔ ۲۰ آوریل ۱۹۸۴) یک سیاستمدار اهل ارمنستان است که که از تاریخ ۱۰ دسامبر ۲۰۲۱ کنون
تا کنون سمت وزیر محیط‌زیست ارمنستان را برعهده دارد.  وی پیشتر از تاریخ تا تاریخ سمت نمایندگی دوره هفتم مجلس ملی جمهوری ارمنستان را برعهده داشت.

## زندگی‌نامه
در 	۲۰ آوریل ۱۹۸۴ در ایروان به دنیا آمد و از فارغ‌التحصیل شد. 